# Hygrotus urgensis
Hygrotus urgensis är en skalbaggsart som först beskrevs av Jakovlev 1899.  Hygrotus urgensis ingår i släktet Hygrotus och familjen dykare. Inga underarter finns listade i Catalogue of Life.